# Cryphia argentacea
Cryphia argentacea är en fjärilsart som beskrevs av Bytinsky-salz 1937. Cryphia argentacea ingår i släktet Cryphia och familjen nattflyn. Inga underarter finns listade i Catalogue of Life.